# Суола (Морукський наслег)
Суола (рос. Суола) — село у Мегіно-Кангалаському улусі Республіки Сахи Російської Федерації.
Населення становить 429 осіб. Належить до муніципального утворення Морукський наслег.

## Історія
Згідно із законом від 30 листопада 2004 року органом місцевого самоврядування є Морукський наслег.

## Населення
| 2002 | 2010 | 2012 | 2013 | 2014 | 2015 | 2016 |
| ---- | ---- | ---- | ---- | ---- | ---- | ---- |
| 514  | ↘426 | ↘425 | ↘421 | ↗424 | ↘420 | ↗422 |
| 2017 | 2018 |      |      |      |      |      |
| ↗435 | ↘429 |      |      |      |      |      |